# Тинубу, Бола
Бола Ахмед Адекунле Тинубу (англ. Bola Ahmed Adekunle Tinubu; род. 29 марта 1952, Лагос) — нигерийский государственный и правительственный деятель. Президент Нигерии с 29 мая 2023 года. С 1999 по 2007 год работал губернатором штата Лагос и являлся сенатором от Западного Лагоса во время существования Третьей Нигерийской республики.

## Биография
Провёл молодость на юго-западе Нигерии, а затем переехал в Соединённые Штаты Америки, где изучал бухгалтерский учёт в Чикагском государственном университете. Вернулся в Нигерию в начале 1980-х годов и работал бухгалтером в компании Mobil Nigeria, прежде чем заняться политикой в качестве кандидата в сенаторы от Западного Лагоса в 1992 году, выдвинутого от Социал-демократической партии. После того, как президент Нигерии Сани Абача распустил Сенат в 1993 году, стал активистом, выступающим за возвращение демократии в рамках движения «Национальной демократической коалиции». Затем был вынужден покинуть страну в 1994 году, но вернулся после того, как смерть Сани Абачи в 1998 году положила начало переходу к Четвёртой Нигерийской республике.
В 1999 году на выборах губернатора штата Лагос одержал победу с большим отрывом как член «Альянса за демократию» над Дапо Саруми из «Народно-демократической партии» и Носирудином Кекере-Экуном из «Всенародной партии». Четыре года спустя был переизбран на второй срок, одержав победу над Фуншо Уильямсом из «Народно-демократической партии». Два срока полномочий губернатора Болы Тинубу были отмечены попытками модернизации города Лагос и его враждой с федеральным правительством, контролируемым «Народно-демократической партией». Покинув должность в 2007 году, сыграл ключевую роль в формировании «Всепрогрессивного конгресса» в 2013 году. Долгая и противоречивая политическая карьера Болы Тинубу была отмечена обвинениями в коррупции и вопросами о достоверности его личной биографии.

## Президентство (2023 — настоящее время)
Тинубу конституционно начал свое президентство 29 мая 2023 года. Он должен быть приведён к присяге в качестве президента Нигерии главным судьёй Нигерии Олукайоде Аривулой в 10:00 (WAT) на церемонии инаугурации на Игл-сквер в Федеральной столичной территории. Его правительство, устранившее юридические препятствия для оппозиции после мартовских выборов, в целом считается не встречающим сопротивления и имеет международную легитимность. На церемонии приведения к присяге запланировано присутствие нескольких глав государств и правительств. Тинубу был удостоен высшей национальной награды Великого главнокомандующего Ордена Федеративной Республики своим предшественником Мухаммаду Бухари, а его вице-президент Кашим Шеттима — второй высшей наградой Великого главнокомандующего Ордена Нигера 25 мая.

## Личная жизнь
Тинубу женился на Олуреми Тинубу в 1987 году, она действующий сенатор, представляющий Центральный сенаторский округ Лагоса, у них трое детей, Зайнаб Абисола Тинубу, Хабибат Тинубу и Олайинка Тинубу. Он стал отцом 3 детей от предыдущих отношений, это Казим Оладжиде Тинубу (12 октября 1974 – 31 октября 2017), Фолашаде Тинубу (род. 17 июня 1976) и Олувасейи Тинубу (род. 13 октября 1985), чья мать, по слухам, бывшая стюардесса и прорицательница Бунми Ошонике.
Мать Тинубу, Абибату Могаджи, умерла 15 июня 2013 года в возрасте 96 лет. 31 октября 2017 года его сын, Джиде Тинубу, умер в Лондоне. Тинубу — мусульманин.